# LCS(L)(3)-102 (上陸支援艇)
LCS(L)(3)-102 (USS LCS(L)(3)-102) は、第二次世界大戦中にアメリカ海軍で運用されたLCS(L)(3)-1級上陸支援艇の1隻。
戦後は日本とタイに移管され、警備隊で警備船（海上自衛隊では警備艇）「ひまわり」（LSSL-423）、タイ海軍では「ナカ」（タイ語: เรือหลวงนาคา、英語: HTMS Nakha, LSSL-751）として運用された。本艇は、カリフォルニア州メア・アイランドで博物館船として保存されており、同級の中で唯一現存している。2015年にはアメリカ合衆国国家歴史登録財に登録された。

## 設計
本艇の建造当時の仕様では、排水量が軽荷時で250トン、満載時で387トン。全長は158フィート (48 m)、幅は23フィート6インチ (7.16 m)、喫水は5フィート8インチ (1.73 m)であった。乗員は士官6名と下士官兵65名で、最大航続距離は巡航速度12ノットで5,500海里となっていた。推進器はスクリュープロペラ2軸で、ゼネラルモーターズ製グレーマリン6-71ディーゼル機関各4基で駆動された。

### 兵装
アメリカ海軍時代の本艇の兵装は、40mm連装機銃×3基、20mm単装機銃×4基、12.7ミリ単装機銃×4基、Mk.7 114mmロケット5連装発射機×2基であった。基本的に、海上自衛隊での運用時も同様の装備を維持した。タイ海軍への移管時に、1番40ミリ連装機銃を3インチ単装砲×1基へ換装、114mmロケット5連装発射機を撤去して81mm迫撃砲搭載などの改修が行われた。
本艇の防御力は最低限であり、弾片防御用10-ポンド (4.5 kg)STS鋼板が、砲架、海図室、艦橋に配されているのみだった。

## 艦歴

### アメリカ海軍
「LCS(L)(3)-102」は1945年1月13日にオレゴン州ポートランドのコマーシャル鉄工所で起工、1945年2月3日進水し、同年2月17日に就役した。
就役後、「LCS(L)(3)-102」は太平洋戦域に配備された。沖縄戦に参加し、1945年6月18日から6月30日まで活動した。それから、フィリピンで掃海作業を行うために前線から外れ、その後、マーシャル諸島、マリアナ諸島、中国の河川で同様の作業を行った。
終戦後、「LCS(L)(3)-102」は1945年12月まで日本の占領に参加し、それから中国へ移動したが、1946年4月には余剰と見なされて退役し、オレゴン州アストリアの太平洋予備役艦隊コロンビア川群で係船された。保管状態のまま1949年2月28日に上陸支援艇「LSSL-102」に変更がなされた。

### 警備隊・海上自衛隊
1952年（昭和27年）11月の日米船舶貸借協定に基づき、上陸支援艇50隻が日本の警備隊へ貸与された（ゆり型警備船）。「LSSL-102」も1953年（昭和28年）4月30日に日本へ貸与され、警備船「ひまわり」（LSSL-423）と命名、第16船隊に編入された。
海上自衛隊発足に伴い、警備船は1954年（昭和29年）7月1日に警備艇へ艦種変更され、第16船隊は第6警戒隊に改編された。1959年（昭和34年）7月31日に供与へ切り替えられるが、同年12月1日に練習雑船（YTE-05）、1963年（昭和38年）1月1日に保管船へ変更され、1966年（昭和41年）4月18日に除籍・返還された。

### タイ海軍
返還後、兵装換装などを受けた本艇は、今度は1966年8月29日にタイへ移管された。同国海軍ではプーケット近くの島に因み「ナカ」（タイ語: เรือหลวงนาคา、英語: HTMS Nakha, LSSL-751）と命名された。タイ海軍での運用は、2007年の退役まで約40年におよんだ。

### 保存

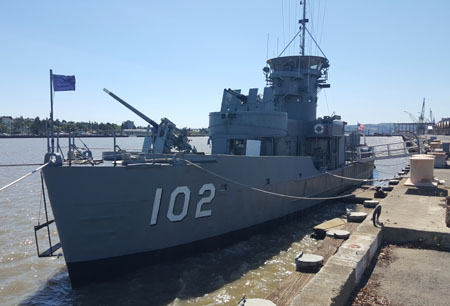
カリフォルニア州メア・アイランドで保存されている「LCS (L) (3) 102」（2016年4月）

タイ海軍を退役した本艇は、2007年5月22日に譲渡式典が開催され、タイ海軍から「National Association of LCS(L) 1-130」へ管理権が移された。
2007年9月、船に乗せられた本艇はタイから米本土へ運ばれ、カリフォルニア州メア・アイランドで博物館船となった。「National Association of LCS(L) 1-130」は現在、正式に上陸支援艇博物館として知られており、本艇の保存と復元を続けている。
本艇はメア・アイランドの旧メア・アイランド海軍造船所跡地に係留されている。博物館は、火曜日、木曜日、土曜日の午前9時から午後3時まで、または事前の予約により一般公開されている。
2015年、本艇はアメリカ合衆国国家歴史登録財に登録された。

## 栄典
「LCS(L)(3)-102」は第二次世界大戦の戦功で1個の従軍星章を受章したほか、以下の勲章を授与された。
- 中国軍務勲章（英語版） …（延長）
- アメリカ従軍記章
- アジア・太平洋戦役勲章（英語版） … 星章1個付き
- 第二次世界大戦戦勝記念章
- 海軍占領軍務勲章（英語版）・・・「アジア」略章付き